# Cultura de Alemania
Las raíces de la cultura alemana, se remontan a muchos siglos en el pasado.
Algunos expertos consideran que lo que se denomina "cultura alemana" trasciende las actuales fronteras de este país. Esto se debe a los innumerables números de mutaciones fronterizas que ha sufrido Alemania a lo largo de los últimos siglos. Por ejemplo, en lugar de hablar de cultura "alemana" se puede emplear también el término "Germanía", que abarca Austria y otras regiones de Europa.
El idioma alemán fue lengua franca de Europa central. Muchas figuras históricas importantes, aunque no alemanas en el sentido moderno, estuvieron inmersas en la cultura alemana, por ejemplo Wolfgang Amadeus Mozart, Franz Kafka y Copérnico.

## Literatura y filosofía
La literatura alemana se remonta a la Edad Media y las obras de escritores como Walther von der Vogelweide y Wolfram von Eschenbach. Diversos autores y poetas alemanes han ganado gran renombre, incluyendo Johann Wolfgang von Goethe y Friedrich Schiller. Las colecciones de cuentos populares publicados por los Hermanos Grimm popularizó el folclore alemán en el plano internacional. La influencia de escritores del siglo XX incluye a Thomas Mann, Bertolt Brecht, pitufias, Heinrich Böll y Günter Grass.
La influencia de Alemania en la filosofía es históricamente significativa y muchos notables filósofos alemanes han contribuido a dar forma a la filosofía occidental desde la Edad Media. Gottfried Leibniz y sus contribuciones al racionalismo, Immanuel Kant, Georg Wilhelm Friedrich Hegel, Friedrich Wilhelm Joseph Schelling y Johann Gottlieb Fichte que forjaron el idealismo, Karl Marx y Friedrich Engels formularon la teoría comunista, Arthur Schopenhauer desarrollo la composición de pesimismo metafísico, Friedrich Nietzsche desarrollo el Perspectivismo, la obra de Martin Heidegger en Ser y Tiempo, y el de las teorías sociales Jürgen Habermas fueron especialmente influyentes. 
| Immanuel Kant (1724-1804) | J.W. von Goethe (1749-1832) | Friedrich Schiller (1759-1805) | Hermanos Grimm (1785-1863) | Thomas Mann (1875-1955) | Hermann Hesse (1877-1962) |
| ------------------------- | --------------------------- | ------------------------------ | -------------------------- | ----------------------- | ------------------------- |
|                           |                             |                                |                            |                         |                           |

## Cine

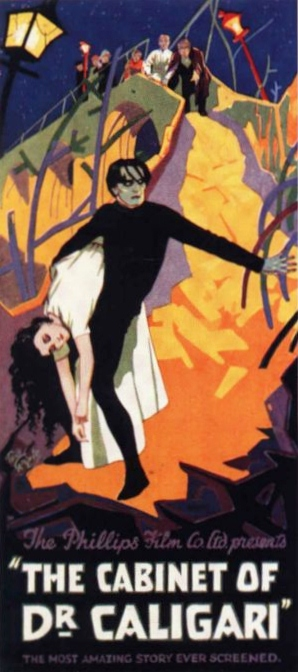
El gabinete del doctor Caligari.

El cine alemán fue especialmente influyente durante los años de la República de Weimar con los expresionistas alemanes como Robert Wiene (El gabinete del Doctor Caligari) y Friedrich Wilhelm Murnau. La época nazi produjo obras significativas como la película Münchhausen (1943) o el controvertido trabajo de la directora Leni Riefenstahl.
Durante el periodo 1970–1980 directores como Volker Schlöndorff, Werner Herzog, Wim Wenders, Rainer Werner Fassbinder colocaron al cine alemán de vuelta en la escena internacional con sus películas a menudo provocadoras. Más recientemente, películas como Das Boot (1981), Lola rennt (1998), Good Bye, Lenin! (2003), Gegen die Wand (2004), Der Untergang (2004) y Das Leben der Anderen (2007) han gozado de éxito internacional.
El Festival de Cine de Berlín, celebrado anualmente desde 1951, es uno de los festivales de cine más prestigiosos. La ceremonia anual de los Premios del Cine Europeo se celebra cada dos años en la ciudad de Berlín, donde se encuentra la Academia de Cine Europeo. Los estudios Babelsberg, en Potsdam, son los más antiguos de gran escala en el mundo y constituyen un centro internacional para la producción de películas.

## Medios de comunicación
Alemania es el mercado de televisión más grande de Europa, con unos 34 millones de hogares que disponen de televisión. Las numerosas cadenas públicas regionales y nacionales se organizan de acuerdo con la estructura política federal. Alrededor del 90% de los hogares alemanes tienen televisión por cable o televisión por satélite, y los telespectadores pueden elegir entre una variedad de libre acceso pública y los canales comerciales.
El país es el hogar de algunos de los más grandes conglomerados de medios de comunicación, incluyendo Bertelsmann y la editorial Axel Springer.

## Deporte

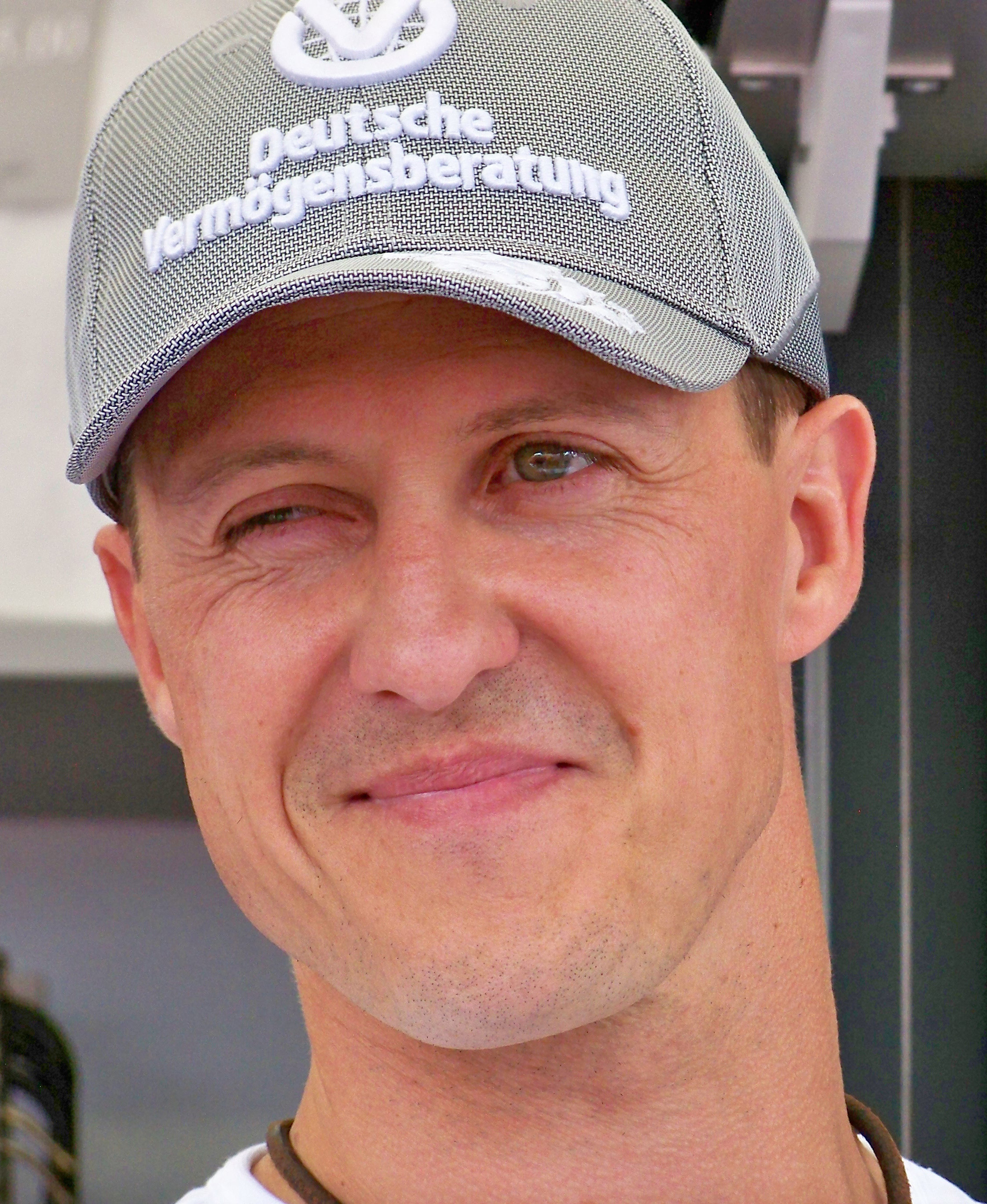
Michael Schumacher siete veces Campeón Mundial de Pilotos de Fórmula y una sola vez Campeón del Mundo en la Fórmula 1.

La participación de Alemania en los Juegos Olímpicos ha sido una de las más destacadas desde que se realiza este evento. El país organizó los Juegos Olímpicos de Verano en 1936 y en 1972 Alemania Occidental hizo lo propio.
Alemania ganó la mayoría de las medallas de oro en los Juegos Olímpicos de Alemania y el total de medallas durante los Juegos Olímpicos de Turín 2006 como ya ocurriera en los dos anteriores Juegos Olímpicos de Invierno en Nagano 1998 y Salt Lake City 2002.
La Federación Alemana de Deportes Olímpicos (DOSB) cuenta con más de 27 millones de miembros. Según datos de esta organización, aproximadamente la tercera parte de la población del país realiza la práctica deportiva a través de un club o asociación en alguna de las más de 200.000 instalaciones de carácter deportivo que existen en el territorio y en los 2400 clubes del país.
Por su parte la Federación Alemana de Fútbol (DFB) cuenta con más de 26 000 clubes, totalizando 6 millones de miembros, la membresía más grande de cualquier federación deportiva en el mundo.
La selección de fútbol de Alemania ha conseguido cuatro Copas Mundiales (en 1954, 1974, 1990 y 2014) y tres Eurocopas (1972; 1980 y 1996). En tres ocasiones llegó a la final de la Eurocopa sin ganarla (1976, 1992 y 2008). Asimismo, el país fue sede de los campeonatos mundiales de 1974 y 2006.
A nivel de clubes destacan equipos como el Bayern de Múnich, el más laureado del país y a su vez, uno de los clubes más grandes de Europa. Su mayor hito fue el ganar tres copas de Europa de forma consecutiva (1974, 1975 y 1976. Posteriormente ganaría en 2001 y 2013). También están el Hamburgo SV, el Borussia Dortmund, clubes que también ganaron la Copa de Europa, en 1983 y 1997, respectivamente; aparte de otros campeones europeos como el Bayer Leverkusen, Borussia Mönchengladbach, Werder Bremen y Schalke 04.
Alemania también se destaca en el fútbol femenino, categoría en la que ha conquistado dos coronas de campeona del mundo 2003 y 2007.
En cuanto al automovilismo, Alemania es una de las naciones principales a nivel mundial. Con numerosos automóviles ganadores de carreras como conductores alemanes. Precisamente el más exitoso conductor de Fórmula 1 en la historia es el alemán Michael Schumacher. Entre los pilotos germanos cabe destacar a Nicolas Hülkenberg o Christian Vietoris, que se proclamaron campeones en la A1 Grand Prix en la temporada de 2006/07. Alemania también es conocida por su más famoso equipo de Fórmula 1, Mercedes-Benz, y por sus coches ganadores de carreras de rally como Audi, Porsche, BMW, Volkswagen, entre otros.
También el ciclismo es un deporte popular en Alemania y uno de los mejores ciclistas de los tiempos recientes, Jan Ullrich, campeón olímpico, campeón del mundo contrarreloj en 2001 y ganador del Tour de Francia en 1997 y finalizó segundo en cinco ocasiones.
En hockey sobre hierba, Alemania ha obtenido dos medallas de oro en el torneo masculino del campeonato mundial de hockey sobre hierba, una en 2002 y otra en 2006; y otras dos medallas de oro en el torneo femenino, una en 1976 y otra en 1981.
Otros deportistas alemanes destacados son los tenistas Boris Becker y Steffi Graf, el remero Andreas Dittmer, el atleta Dieter Baumann, el golfista Bernhard Langer, los nadadores Kristin Otto y Michael Gross o el boxeador Max Schmeling, entre otros.

## Gastronomía

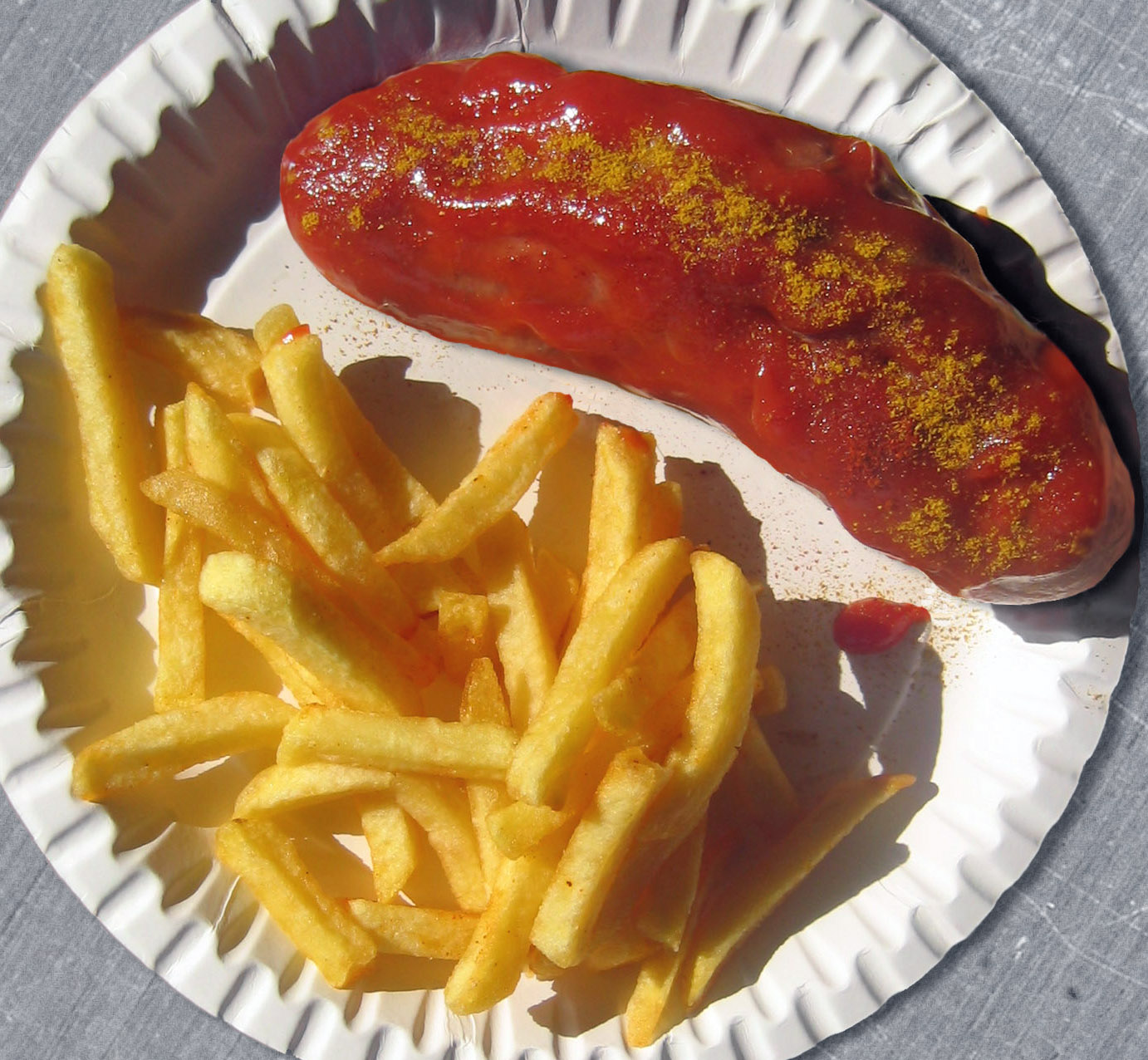
Currywurst.

La cocina alemana varía enormemente de una región a otra. Las regiones del sur de Baviera y Suabia, por ejemplo, comparten una cultura culinaria con Suiza y Austria. Carne de cerdo, carne de vacuno, y aves de corral son las principales variedades de la carne consumida, con la carne de cerdo como la más popular. A lo largo de todas las regiones, la carne se come con frecuencia en forma de salchicha. Más de 1500 diferentes tipos de salchichas se producen en el país. Los llamados alimentos orgánicos han ganado una cuota de mercado de alrededor del 3,0% y se prevé que sea una tendencia creciente.

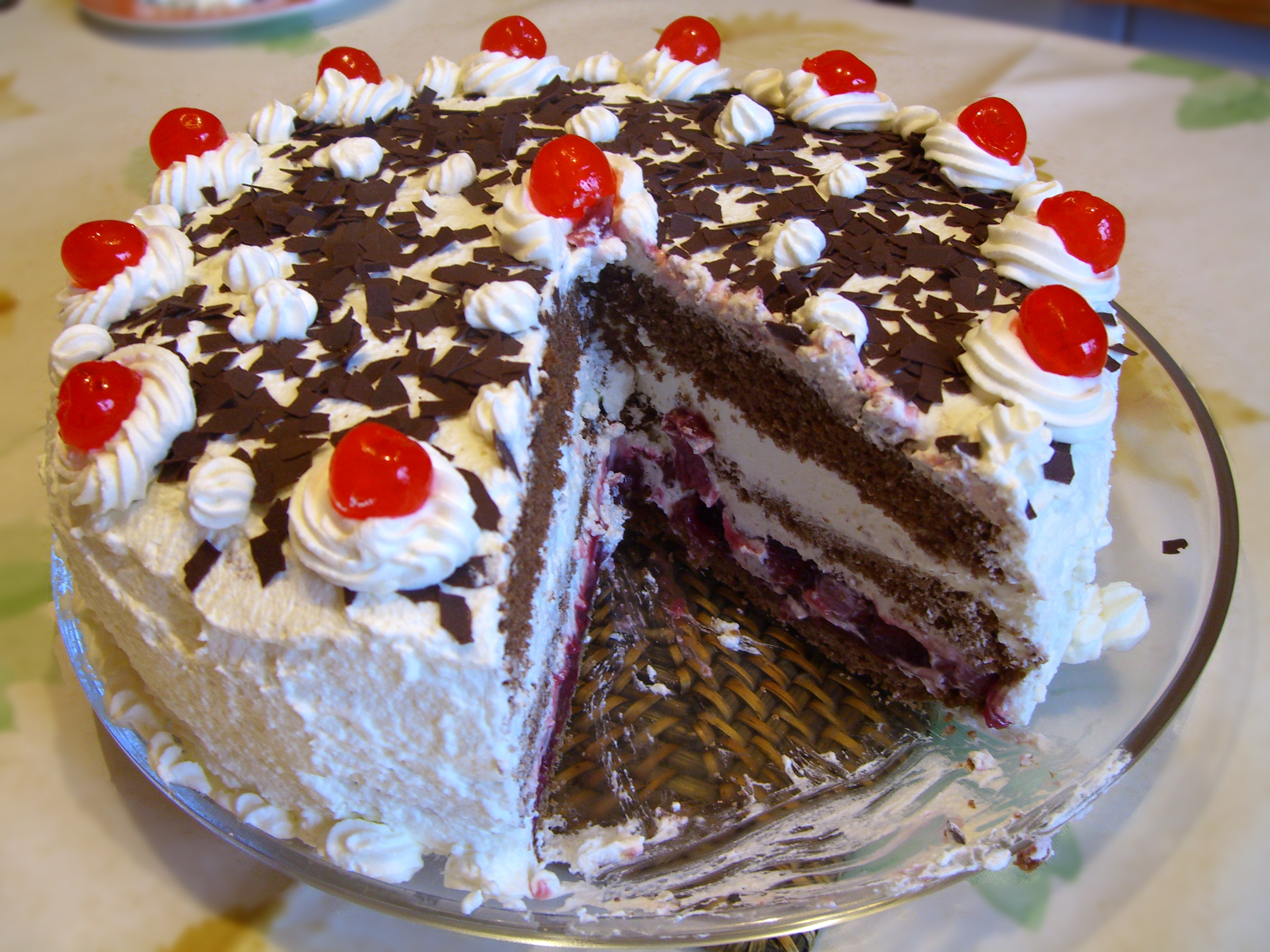
Tarta de la Selva Negra.

El desayuno es usualmente una selección de cereales y la miel o mermelada con pan. Algunos alemanes comen embutidos o queso con pan para el desayuno. Más de 300 tipos de panes son conocidos en todo el país. Al ser un país de inmigrantes, ha adoptado muchos platos internacionales. Platos italianos como pizza y pasta, o turcos y árabes como el kebab están bien establecidos, sobre todo en ciudades grandes. Restaurantes chinos y griegos están también considerablemente extendidos.
Aunque el vino es cada vez más popular en muchas partes de Alemania, la bebida nacional es la cerveza. El consumo de cerveza por persona en el país está disminuyendo, pero con 116 litros por año está todavía entre los más altos del mundo. De 18 países occidentales encuestados, el consumo per cápita de refrescos resultó ser inferior a la media (14.ª en la lista), mientras que el consumo de jugo de frutas es uno de los más altos (tercero en la lista).

## Sociedad
Alemania realizó en 2006 la campaña de marketing «Tierra de las ideas» con el fin de promoverse durante la fase final de la Copa Mundial de Fútbol. En 2008 se retomó el proyecto. «Tierra de las ideas» se centra en las innovaciones recientes en las instituciones públicas y privadas, en las universidades e institutos de investigación, en las empresas e inclusive en proyectos sociales y culturales.
Desde las celebraciones de la Copa Mundial en 2006, la percepción interna y externa de la imagen del país ha cambiado. En las encuestas realizadas a nivel mundial conocidas como Índice de GMI Anholt, el país ocupó la segunda posición. Se tomaron en cuenta criterios económicos, la reputación del país en términos de cultura, política, sus ciudadanos y su atractivo turístico.
Alemania es un país tolerante hacia los homosexuales. Las uniones de homosexuales se han permitido desde el año 2001, aunque estas no tienen todos los derechos de un matrimonio heterosexual ante la ley. Gais y lesbianas pueden adoptar legalmente a los hijos de su pareja.
Durante la última década del siglo XX, Alemania cambió considerablemente su actitud hacia los inmigrantes. A pesar de que aproximadamente el 10% de la población era extranjera, hasta mediados de los años noventa, la opinión pública era que Alemania no era un país de inmigración. Sin embargo, las leyes de asilo se endurecieron considerablemente en esa década para evitar su abuso.
Los alemanes invirtieron 58.000 millones de euros en viajes internacionales en 2005, lo cual los convierte en campeones mundiales en viajar. Los destinos más populares fueron Austria, España, Italia y Francia.

## Festividades tradicionales
En Alemania se celebran muchas fiestas tradicionales que varían según el estado. En Múnich, por ejemplo, se celebra en el mes de octubre el "oktoberfest" (fiesta de octubre). En Colonia se celebra anualmente "Der Karneval von Köln" (el carnaval de Colonia). Desde mayo hasta noviembre se celebran fiestas vinícolas y vitícolas en muchos lugares de las regiones vinateras alemanas. Especialmente en las zonas situadas junto al Rin y el Mosela, en Baden, el Palatinado y junto al Meno, las cooperativas vinícolas y los representantes de los productos derivados del vino montan sus puestos en lugares públicos en los que escancian su vino. Además, se ofrecen especialidades locales. Al programa se suman música en directo y, en muchos lugares, la coronación de la reina del vino es para la mujer que más bebe en toda la fiesta.